# Aeroport de la Corunya
L'Aeroport de la Corunya (codi IATA: LCG, codi OACI: LECO), antigament conegut com a Aeroport d'Alvedro, és a 7 quilòmetres de la Corunya, al municipi de Culleredo, a prop de la localitat d'Alvedro.

## Història
Es va inaugurar el 25 de maig de 1963 i el seu primer vol va ser amb la línia d'Iberia entre Madrid i La Corunya, i viceversa. El 13 d'agost de 1973 hi va haver un accident a Montrove, al municipi d'Oleiros, en el qual van morir 85 persones, essent el pitjor accident aeri de la història de la comunitat. Aquest fet va reduir l'activitat de l'aeroport.
El 28 d'abril de 1990 l'aeroport es reinaugura i durant la dècada de 1990 va patint diverses modificacions com la remodelació de la terminal de passatgers, l'allargament de la pista o la construcció de fingers i comença a operar vols internacionals a Londres i Lisboa.
Actualment es troba en construcció el nou aparcament de l'aeroport i des de 2008 està operatiu el Sistema Instrumental d'Aterratge (ILS) de categoria II. També estan en projecte les ampliacions de la pista i de la plataforma d'estacionament d'aeronaus.

## Aerolínies i destinacions
- Air Nostrum: València
- Iberia LAE1Iberia: Madrid-Barajas
- Portugália: Lisboa
- Vueling: Amsterdam, Barcelona-el Prat i Londres-Heathrow.

## Tràfic
L'aeroport de la Corunya ha experimentat a les últimes dècades un increment notable del nombre de viatgers, passant de 367.586 el 1996 a 1.014.780 el 2006. També en nombre d'operacions i en el transport de mercaderies hi ha hagut un augment. El 2006 es van gestionar 17.406 operacions i es van moure 554 tones de càrrega.
El 2007 es va arribar a 1.266.804 passatgers, gràcies a la implantació de noves aerolínies com EasyJet i Clickair i a l'increment de freqüències i rutes que volen sobre Alvedro. Aquesta xifra del 2007 va ser la màxima que ha registrat l'aeroport. Els anys següents l'activitat comercial ha anat descendint progressivament.
| 2000    | 2001    | 2002    | 2003    | 2004    | 2005    | 2006      | 2007      | 2008      | 2009      | 2010      | 2011      |
| ------- | ------- | ------- | ------- | ------- | ------- | --------- | --------- | --------- | --------- | --------- | --------- |
| 589.000 | 654.064 | 532.236 | 549.850 | 586.218 | 852.043 | 1.014.500 | 1.266.804 | 1.174.970 | 1.068.823 | 1.101.208 | 1.012.800 |

## Galeria d'imatges

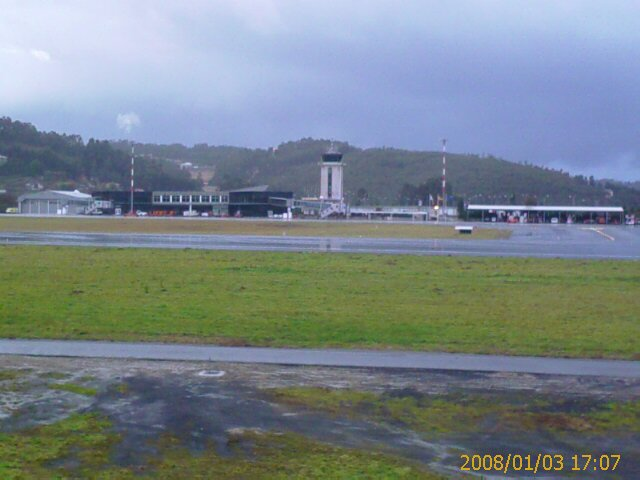
Instal·lacions
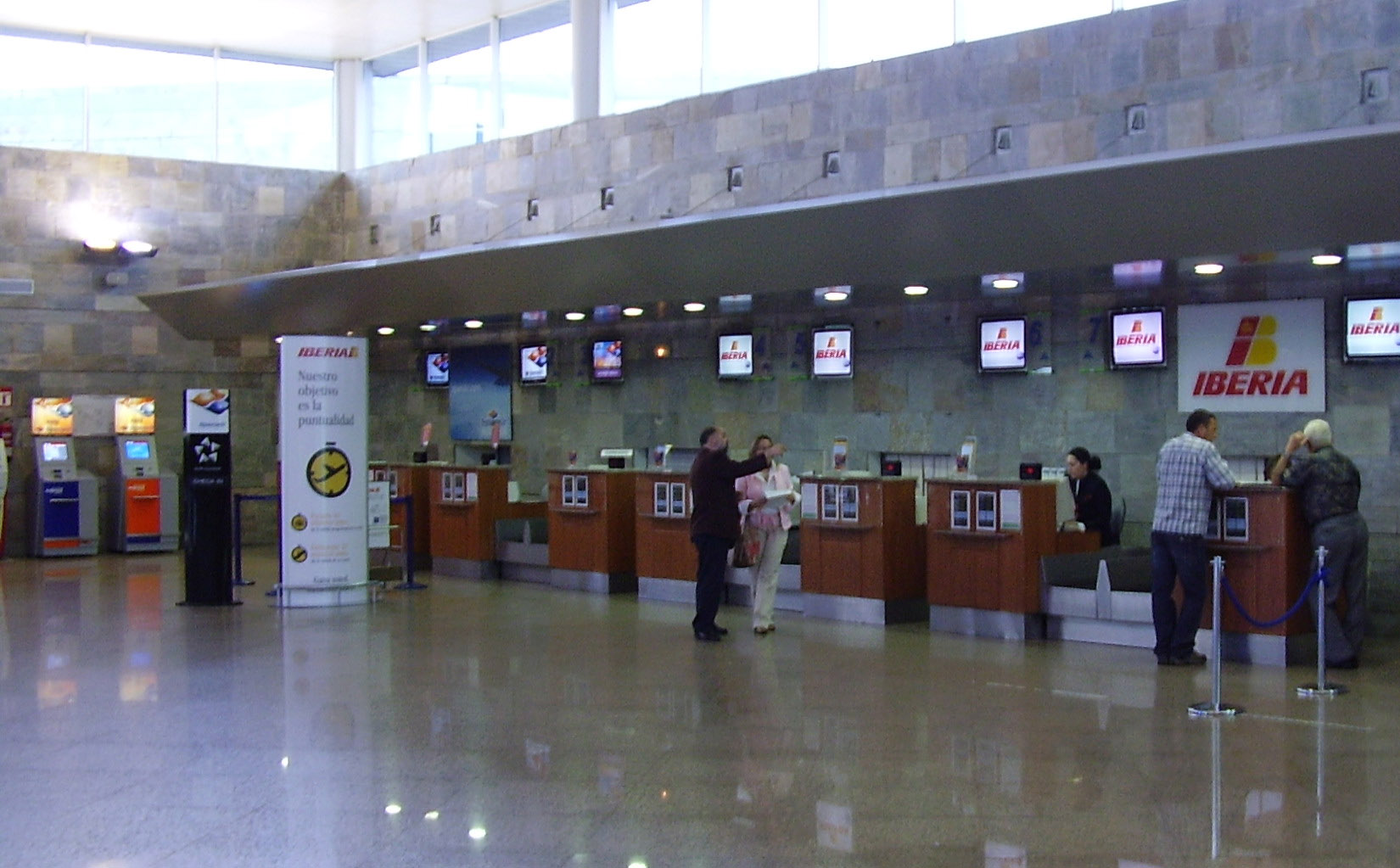
Mostrador de facturació